# La Leçon d'anatomie
Pour les articles homonymes, voir La Leçon d'anatomie (homonymie).
La Leçon d'anatomie (titre original en anglais : The Anatomy Lesson) est un roman de l'écrivain américain Philip Roth paru originellement en octobre 1983 chez Farrar, Straus and Giroux et publié en français le 24 mai 1985 aux éditions Gallimard. C'est le troisième volume du cycle « Nathan Zuckerman ».

## Accueil de la critique
Le troisième volume du cycle Zuckerman reçoit un bon accueil dans The New York Times.

## Éditions
- (en) The Anatomy Lesson, Farrar, Straus and Giroux, 1983  (ISBN 9780374104924), 291 p.
- La Leçon d'anatomie, trad. Jean-Pierre Carasso, éditions Gallimard, coll. « Du monde entier », 1985  (ISBN 9782070703685), 272 p.[2]
- Dans Zuckerman enchaîné, trad. Jean-Pierre Carasso et Henri Robillot, éditions Gallimard, coll. « Folio » no 1877, 1987  (ISBN 9782070378777), 736 p.
- (en) The Anatomy Lesson, Random House, coll. « Vintage International », 1996  (ISBN 9780679749028), 304 p.